# Caecidotea simonini
Caecidotea simonini is een pissebed uit de familie Asellidae. De wetenschappelijke naam van de soort is voor het eerst geldig gepubliceerd in 1955 door Bresson.